# تأسیسات هسته‌ای ایران
تأسیسات هسته‌ای ایران برنامه هسته‌ای ایران از تعدادی تأسیسات هسته‌ای از جمله رآکتورهای هسته‌ای و تأسیسات چرخه سوخت هسته‌ای مختلف تشکیل شده است.

## تأسیسات
- نیروگاه هسته‌ای بوشهر
- تأسیسات آب سنگین اراک
- تأسیسات هسته‌ای نطنز
- تأسیسات هسته‌ای فردو
- نیروگاه هسته‌ای دارخوین (در حال ساخت در دارخوین)
- نیروگاه هسته‌ای ایران‌ هرمز (در حال ساخت در بندر سیریک)

## مراکز فرآوری اورانیوم
- تأسیسات فرآوری اورانیوم اصفهان

## مراکز تولید قطعات سانتریفیوژ
- مجتمع تسا (کرج)

## مراکز پژوهشی سازمان انرژی اتمی
- مجتمع پژوهشی شمال‌غرب کشور (بناب - از ۱۳۷۲)
- مجتمع پژوهشی ایران مرکزی (یزد - از ۱۳۷۶)

## مراکز ادعا شده
- تأسیسات غنی‌سازی لیزری اورانیوم (لشکرآباد)
- تأسیسات هسته‌ای سپند (پارچین)
- تأسیسات راکتور تحقیقاتی تهران
- تأسیسات راکتورهای تحقیقاتی اصفهان
- تاسیسات هسته‌ای سمنان

## مشارکت‌کنندگان
- وزارت دفاع و پشتیبانی نیروهای مسلح
- دانشگاه تهران
- دانشگاه صنعتی شریف
- سازمان پژوهش‌های نوین دفاعی
- شرکت ملی فولاد ایران
- شرکت کالای الکتریک
- مرکز تحقیقات کاربردی ایران
- دانشگاه صنعتی امیرکبیر